# Jason Gann
Jason Gann (Toowoomba, 1971) è un comico, attore e sceneggiatore australiano.
È noto soprattutto per essere co-ideatore ed interprete principale della serie televisiva australiana Wilfred, nella quale ha recitato nel ruolo del cane Wilfred, poi ripreso nell'omonimo remake statunitense di FX.

## Filmografia

### Attore
- City Loop, regia di Belinda Chayko (2000)
- Gettin' Square, regia di Jonathan Teplitzky (2003)
- Thunderstruck, regia di Darren Ashton (2004)
- Blue Heelers - Poliziotti con il cuore (Blue Heelers) – serie TV, 3 episodi (2004-2005)
- The Illustrated Family Doctor, regia di Kriv Stenders (2005)
- Kenny, regia di Clayton Jacobson (2006)
- The Wedge – serie TV, 48 episodi (2006-2007)
- Rats and Cats, regia di Tony Rogers (2007)
- Wilfred – serie TV, 16 episodi (2007-2010)
- Mark Loves Sharon – miniserie TV, 6 puntate (2008)
- Wilfred – serie TV, 49 episodi (2011-2014)

### Sceneggiatore
- The Wedge – serie TV, 48 episodi (2006-2007)
- Rats and Cats, regia di Tony Rogers (2007)
- Wilfred – serie TV, 16 episodi (2007-2010)
- Mark Loves Sharon – miniserie TV, 6 puntate (2008)
- Wilfred – serie TV, 2 episodi (2011)